# Federació Andorrana d'Atletisme
La Federazione Andorrana di atletica leggera (in catalano Federació Andorrana d'Atletisme, FAA) è una federazione sportiva che ha il compito di promuovere la pratica dell'atletica leggera e coordinarne le attività dilettantistiche ed agonistiche ad Andorra. 

## Storia
Fu fondata ad Andorra la Vella nel 1984, e venne affiliata alla IAAF nel 1989.

## Presidenti
| Nome                                    | Anni      |
| --------------------------------------- | --------- |
| Francesc Costa Vinyals                  | 1984-1992 |
| Josep Sansa Font                        | 1992-2002 |
| Consiglio di amministrazione ad interim | 2002-2003 |
| Josep Graells Esquius                   | 2003-2008 |
| Judit Gómez Travesset                   | 2008-2012 |
| Eduard Ricard García                    | 2012-2015 |
| Josep Maria Missé Cortina               | 2020-     |

## Record nazionali
- Record andorrani di atletica leggera